# Odebírání orgánů praktikujícím Fa-lun-kung v Číně

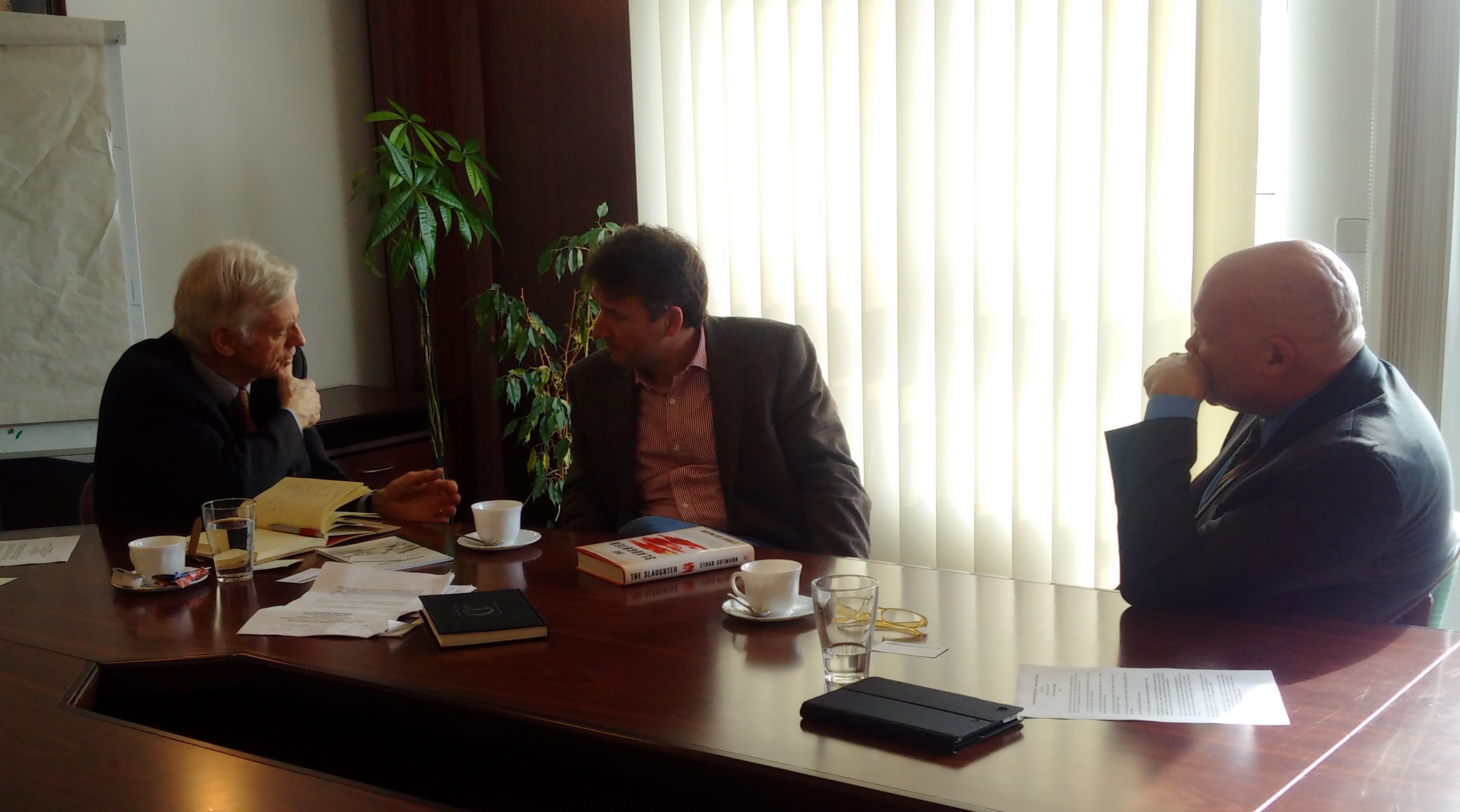
Setkání: kanadský politik David Kilgour a investigativní novinář Ethan Gutmann hovoří s prezidentem České lékařské komory MUDr. Milanem Kubkem o výsledcích svého vyšetřování.

Čínský režim (komunistická strana Číny) byl od roku 2000 opakovaně obviňován, že zneužívá vězněné následovníky duchovního hnutí Fa-lun-kung jako nedobrovolné dárce orgánů, které jsou jim odnímány a transplantovány v čínských nemocnicích za vysoké částky. Strmý vzestup a rozvoj transplantační chirurgie v Číně po roce 1999 byl také dáván do paralely se sílícími represemi Fa-lun-kungu, křesťanů, Tibeťanů a Ujgurů. Od roku 2006 bylo ve světle těchto obvinění provedeno několik nezávislých šetření a vydáno několik vyšetřovacích zpráv. K výsledkům vyšetřování se opakovaně vyjadřovaly vrcholné orgány Evropské unie, USA a dalších zemí. Několik zemí a mezinárodní transplantační společenství uvalily zákonné a jiné restrikce na transplantační turistiku do Číny a spolupráci s čínským transplantačním odvětvím.
V roce 2018 byl ve Velké Británii ustaven mezinárodní lidový tribunál, který měl za úkol prošetřit výsledky dosud provedených vyšetřování. Tribunál vyslechl více než 50 svědků, expertů a přeživších obětí, archivoval celý průběh šetření a důkazový materiál, a v červnu 2019 vydal konečný rozsudek. Tribunál vznesená obvinění potvrdil a prohlásil, že zneužívání vězňů svědomí jako nedobrovolných dárců orgánů ke komerčním transplantacím v Číně probíhalo ve velkém měřítku a stále ještě probíhá.

## Stručná retrospektiva hlavních událostí
V roce 2006 publikoval deník The Epoch Times sérii investigativních článků, uvádějících, že čínské vojenské nemocnice ve spolupráci s pracovním táborem Su-ťia-tchun v severovýchodní Číně, provincii Liao-ning, ve městě Šen-jang, zneužívají vězně svědomí z duchovního hnutí Fa-lun-kung (Falun Gong), jako nedobrovolné dárce orgánů ke komerčním transplantacím. Čínský režim tato obvinění popřel. V tomtéž roce provedli bývalý kanadský státní tajemník David Kilgour a advokát David Matas na žádost nevládní organizace CIPFG vlastní nezávislé vyšetřování obvinění, a následně pro agenturu Reuters i Českému rozhlasu uvedli, že podle jejich závěrů jsou obvinění pravdivá a zneužívání vězňů svědomí z Fa-lun-kungu skutečně probíhá v řadě čínských nemocnic s vědomím čínského režimu. Kilgour a Matas shrnuli své vyšetřování ve zprávě Krvavá sklizeň (Bloody Harvest, prvotní verze vyšla r. 2006, přepracovaná v r. 2007, podstatně rozšířena v roce 2016). Čínský režim závěry zprávy opakovaně popřel v červenci 2006 a dubnu 2007, trval na tom, že Čína se řídí principy Světové zdravotnické organizace, které zakazují prodej lidských orgánů bez písemného souhlasu dárců, zároveň však neposkytl žádné statistiky či údaje, které by zprávu vyvrátily. Zpráva byla v Rusku a Číně zakázána. V červnu 2016 vydali Kilgour, Matas a Gutmann aktualizovanou vyšetřovací zprávu.
Obvinění opakovaně projednával Evropský parlament (2006 , 2008, 2010 a 2013) a následně také Ministerstvo zahraničí USA (2012) a Kongres USA (2014) a (2016).Tyto instituce uznaly předložené důkazy jako důvěryhodné a schválily rezoluce vyzývající čínský režim k neprodlenému ukončení praktik, započetí nezávislého vyšetřování, propuštění vězněných následovníků Fa-lun-kungu a stíhání viníků. Obvinění byla nyní rozšířena také o informace, že stejným způsobem jsou podle vyšetřovatelů zneužívány další skupiny čínských vězňů svědomí – křesťané, Tibeťané a Ujgurové.
Od roku 2006 žádalo několik zvláštních zpravodajů OSN čínskou vládu o podání vysvětlení ke vzneseným obviněním a o jejich vyvrácení. V listopadu 2008 vznesla kritiku vůči nedostatečné evidenci transplantací v Číně také OSN a ve své zprávě vyzvala Čínu, aby provedla nezávislé vyšetřování tvrzení, že byli někteří následovníci Fa-lun-kungu mučeni a že jim byly násilně odebrány tělesné orgány, anebo pověřila vyšetřováním třetí stranu. Dále, aby přijala opatření, jež by odhalila zodpovědné osoby a vedla k jejich trestnímu stíhání.
Čínské úřady v odezvě na žádosti OSN informace nepředložily a popřely, že by měly jakékoliv statistiky transplantací orgánů za období 2000-2005. Dále prohlásily, že data, z nichž zpráva OSN vychází, pocházejí z knihy Krvavá sklizeň od Kilgoura a Matase a nejsou doložená. Možnost nezávislého vyšetřování čínský režim nepřipustil.
Od roku 2006 přijalo světové lékařské společenství řadu omezení vůči čínskému transplantačnímu odvětví. Izrael (2006), Malaisie (2007 a 2011), Španělsko (2013), Tchaj-wan (2015) a Itálie (2016) vydaly zákony omezující a postihující občany, kteří by vycestovali do Číny za účelem transplantace. Belgie, Kanada, Francie a Velká Británie zákony také navrhly, ale dosud neschválily. Australské ministerstvo zdravotnictví v roce 2006 zrušilo veškeré vzdělávací programy určené čínským lékařům. V červenci 2007 praktiky odsoudila Česká transplantační společnost a následně se v roce 2012 Česká lékařská komora připojila k mezinárodní výzvě za nezávislé vyšetřování adresované OSN, kterou iniciovalo sdružení doktorů DAFOH a podepsaly 3 miliony lidí.

Nové informace přinesl v srpnu 2014 publicista Ethan Gutmann v knize Jatka (The Slaughter, 2014) v níž zveřejnil svůj sedmiletý výzkum obvinění, zaměřený na rozhovory s očitými svědky, doktory a vyšetřovateli. Gutmann potvrzuje a rozšiřuje zjištění Kilgoura a Matase. Řada dalších svědectví se objevuje na internetových stránkách Fa-lun-kungu.
Obvinění dosud nebyla soudně potvrzena ani vyvrácena, čínský režim drží v utajení zásadní informace týkající se obvinění a nepřipouští možnost vstupu týmu nezávislých vyšetřovatelů na území Číny.
V roce 2018 byl ustaven mezinárodní tribunál v Londýně, který měl za úkol prozkoumat výsledky dosud provedených vyšetřování, vyslechl více než 50 svědků, expertů a přeživších obětí a vydat konečný rozsudek.

### Londýnský tribunál

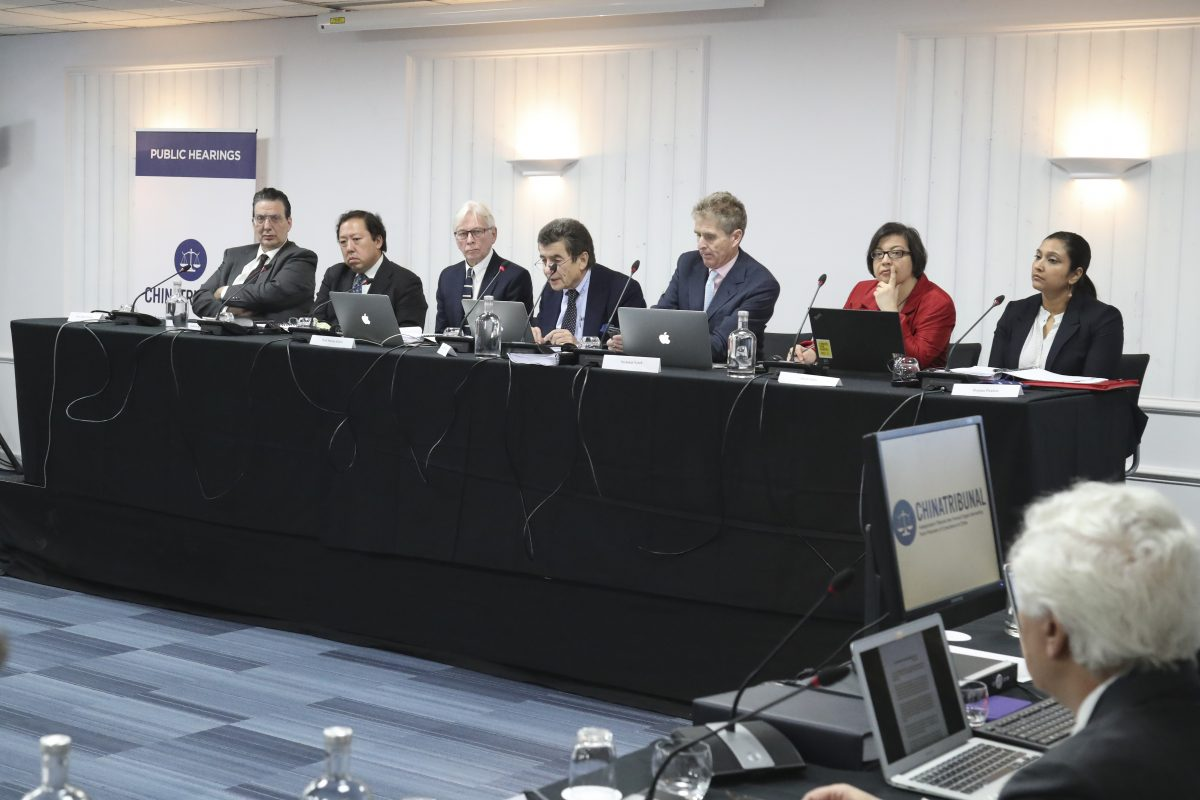
Zasedání Londýnského tribunálu (zleva) Americký historik Profesor Arthur Waldron, malajský právník Andrew Khoo, profesor kardiotororické chirurgie Martin Elliott, Sir Geoffrey Nice QC (předseda), podnikatel Nicholas Vetch, íránská právnička pro lidská práva Shadi Sadr, americká právnička Regina Paulose, v Londýně dne 8. prosince 2018.

Na popud mezinárodní koalice ETAC, která čítá několik desítek právníků, akademických pracovníků, etiků, lékařů, výzkumníků a obhájců lidských práv, kteří se zabývají ukončením nucených odběrů orgánů v Číně, byl v roce 2018 ve Velké Británii sestaven nezávislý tribunál sestávající ze sedmi expertů, jejichž úkolem je provést vůbec první nezávislou analýzu o násilném odběrů orgánů v Číně.
Panel expertů pod názvem China Tribunal nebo také Londýnský tribunál vede Sir Geoffrey Nice, jenž v minulosti zastával post hlavního prokurátora Mezinárodního trestního tribunálu pro bývalou Jugoslávii, který mimo jiné žaloval jugoslávského prezidenta Slobodana Miloševiče.
V souvislosti s obviněním ze státem podporovaného násilného odebírání orgánů pronásledovaným skupinám v Číně, vypovídalo před tribunálem více než padesát svědků, vědců, zdravotních profesionálů, novinářů a přeživších vězňů, včetně stoupenců duchovní praxe Fa-lun-kung a Ujgurů.
17. června 2019 vynesl konečný rozsudek. CITACE: „Členové Tribunálu jsou si jisti - jednohlasně a bez jakýchkoli pochybností - že v Číně byl po dlouhé časové období praktikován nucený odběr orgánů od vězňů svědomí, zahrnující velmi mnoho obětí...“
Dle právního zástupce Hamida Sabima tribunál opakovaně zval na slyšení představitele čínského režimu včetně předních čínských zdravotníků a úředníků čínské ambasády v Londýně. Na pozvání však nikdo z nich nereagoval.

## Vyšetřovací zpráva Davida Kilgoura a Davida Matase

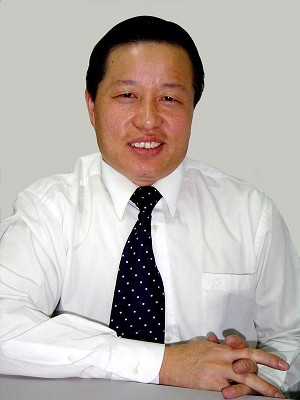
Čínský právník Kao Č-šeng

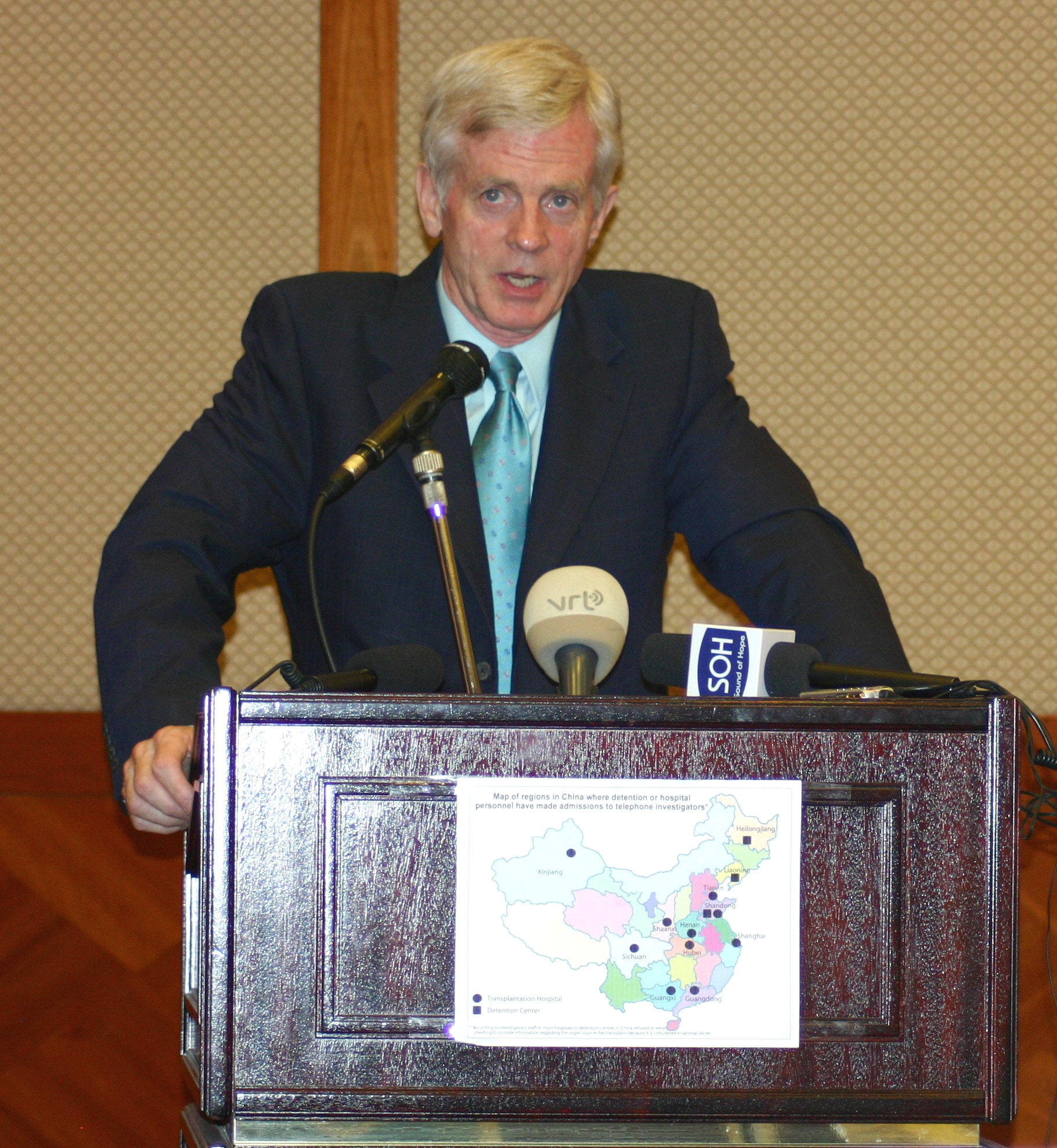
Kanadský politik David Kilgour, spoluautor knihy Krvavá sklizeň

Na žádost organizace CIPFG v březnu 2006 a na pozvání čínského právníka Kao Č'-šenga provedli bývalý kanadský státní tajemník pro Asii a Tichomoří David Kilgour a obhájce lidských práv, advokát David Matas vlastní vyšetřování. V roce 2006 potvrdili David Kilgour a David Matas agentuře Reuters, že podle jejich závěrů tyto praktiky v Číně skutečně probíhají.
V roce 2007 společně vydali vyšetřovací zprávu o svých zjištěních nazvanou Krvavá sklizeň (Bloody harvest). V rámci zpracovávání zprávy provedli řadu telefonátů do čínských nemocnic, kde jim lékaři a personál nezávisle na sobě potvrdili, že jsou praktikující Fa-lun-kungu používáni jako živý zdroj pro transplantace orgánů. Zpráva uvádí, že u velkého, ne však přesně známého počtu vězňů svědomí, dochází k odebírání orgánů, jako jsou rohovky, srdce, ledviny nebo játra, a ty jsou pak s velkým ziskem prodávány k transplantacím.
Podle Davida Matase a Davida Kilgoura byly statistiky čínských nemocnic po zveřejnění údajů smazány. Upozornili také na čínské webové stránky, které předtím inzerovaly ceny a krátké čekací doby pro transplantace. Stránky archivovali ještě předtím, než byly zrušeny.
Po vydání zprávy autoři zahájili celosvětovou kampaň za omezování transplantační turistiky do Číny za účelem snížení poptávky po orgánech pocházejících z Číny a zvýšení povědomí pacientů o zdroji orgánů pro transplantaci. David Kilgour o svém vyšetřování mluvil také v Praze na semináři v Poslanecké sněmovně nebo na tiskové konferenci v Evropském parlamentu ve Strasbourgu
V reakci na jejich vyšetřování dvě hlavní nemocnice provádějící transplantace v australském Queenslandu zakázaly výcvik čínských chirurgů. Izrael převzal zákon zakazující prodej a zprostředkovávání orgánových transplantací a ukončil financování transplantací pro své občany skrze zdravotní pojišťovací systém[zdroj?]. Belgický senátor Patrik Vankrunkelsven a kanadský poslanec Borys Wrzesnewskyj představili svým příslušným parlamentům mezinárodní legislativu zakazující transplantační turistiku. Oba by penalizovali jakéhokoliv pacienta, který obdrží orgán bez svolení dárce, když pacient ví nebo by měl vědět o neexistenci svolení.

## Proces vývoje odebírání a prodeje orgánů

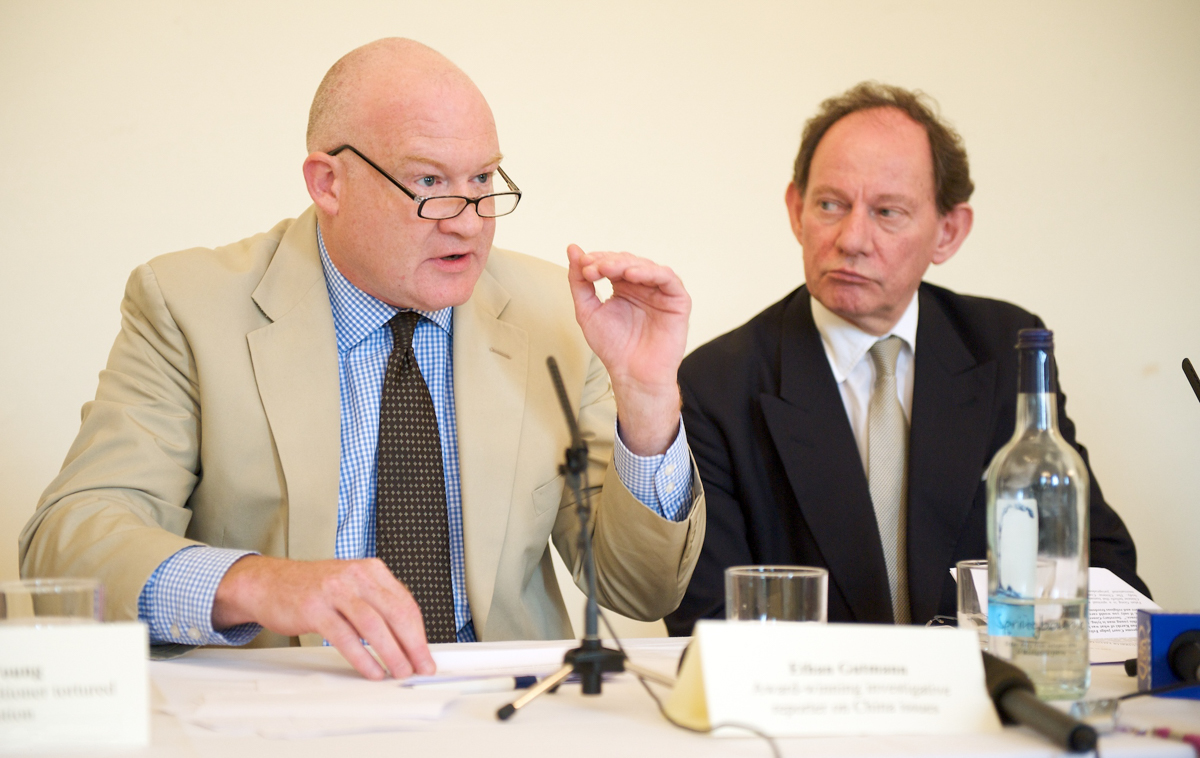
Ethan Gutmann, americký publicista a spisovatel (vlevo) a bývalý místopředseda Evropského parlamentu Edward McMillan Scott.

Vyšetřovatelé popisují vývoj a průběh procesu prodeje orgánů a transplantací shodně dle následujícího schématu. Toto schéma zatím nebylo soudně potvrzeno, pouze označeno Evropským parlamentem a Sněmovnou reprezentantů USA za důvěryhodné.
Podle terénního výzkumu Ethana Gutmanna, amerického publicisty žijícího ve Velké Británii, se v roce 1997 na malou skupinu mladých ujgurských politických vězňů aplikoval postup transplantace jejich orgánů pacientům z řad úředníků z vyšších míst čínské komunistické strany. Postup aplikovaný na Ujgurech ve vojenské nemocnici ve městě Urumči v provincii Sin-ťiang, se následně použil také na jiné skupiny vězňů.
Největší skupinou takto zneužívaných vězňů je dle vyšetřovatelů duchovní hnutí Fa-lun-kung, jehož stoupenci byli podle Amnesty Internetional v důsledku celostátních represí v roce 1999, masově posíláni do pracovních táborů, vězeních, záchytných center a psychiatrických léčeben.
Respektovaný list Epoch Times uvedl, že podle lékařských průzkumů mezi lidmi, kteří se věnují Fa-lun-kungu, jenž se uskutečňovaly v Pekingu od roku 1998, patří následovníci Fa-lun-kungu mezi nejzdravější čínskou populaci.  Jejich dobrý zdravotní stav a zdravý životní styl z nich dle vyšetřovatelů rovněž činí vhodné potenciální dárce orgánů.
Když represivní kampaň exprezidenta Ťiang Ce-mina proti Fa-lun-kungu zesílila, vydal podle vyšetřovací skupiny WOIPFG osobně pokyn vojenským nemocnicím, aby začali využívat vězněné následovníky Fa-lun-kungu jako dárce pro orgánové transplantace. Telefonní hovor jednoho z vyšetřovatelů proběhl v září 2014 s Pai Šu-čongem, bývalým ministrem zdravotnictví pro Hlavní logistické oddělení Čínské lidově osvobozenecké armády, který tyto informace potvrdil. 
Vojenské nemocnice ve spolupráci s vězeňským systémem začaly na příkaz tehdejšího generálního tajemníka Ťiang Ce-mina provádět podrobné zdravotní prohlídky zdravým vězňům svědomí a vytvářet databázi potenciálních dárců orgánů. Prohlídky probíhaly podle vyšetřovací zprávy Kanaďanů Davida Kilgoura a Davida Matase na zdravých vězních, kteří si nestěžovali na zdravotní obtíže ani nežádali lékařské ošetření. Stejné prohlídky odhaluje také terénní výzkum Ethana Gutmanna.
Systém komerčních transplantací z tohoto zdroje se zpočátku rozbíhal přímo na webových stránkách čínských vojenských nemocnic a po jeho odhalení ve vyšetřovací zprávě Krvavá sklizeň (Bloody Harvest) v roce 2006 Davidem Kilgourem a Davidem Matasem, se celý proces utajil a přesunul výlučně na zprostředkovatele, kteří nabízejí nalezení vhodného orgánu do dvou týdnů a zajišťují komunikaci mezi nemocnicemi a pacientem.
Pokud někdo z Číny nebo ze zahraničí poptává vhodný orgán, je ze seznamu vybrán potenciální dárce s vhodnou krevní skupinou, na němž jsou dále prováděny další podrobnější lékařské testy. Vybraný dárce, kterým je nejčastěji vězeň svědomí ze skupin Fa-lun-kung, Ujgurů, křesťanů a Tibeťanů, zpravidla nedá k odejmutí svého orgánu dobrovolný informovaný souhlas a stává se z něj tedy dárce nedobrovolný.
Podle vyšetřovatelů se jedná o vynucené darování orgánů, které spadá do kategorie obchodování s lidmi, které zapovídá Norimberský kodex, Helsinská deklarace, Belmontská zpráva, příslušné principy WHO a WMA i nedávno přijatá Istanbulská deklarace.
Dle vyšetřovatelů jsou před vyjmutím orgánu vězni uspáni anestesií a ještě z živých těl nemocniční personál vyjme životně důležité orgány a transplantuje je zájemcům za vysoké částky. Vyjmutí orgánu z ještě živého těla zaručuje jeho dobrý stav a prodlužuje čas pro úspěšnou transplantaci.
Vězni v procesu transplantací umírají a jejich těla jsou následně spalována. Rodina zemřelých obdrží pouze urnu s popelem spáleného těla a zfalšovaný úmrtní list. Peníze za transplantaci si rozdělí vojenské nemocnice (armáda), vězení, soudy a zprostředkovatelé, rodina vězně nedostává žádnou finanční částku ani není informována o tom, že byly orgány z těla příbuzného vyjmuty a prodány.
V případě, že vězeň svoje jméno neprozradil, tělo po jeho smrti propadá dle čínského zákona správě vězeňského systému, neboť není možné kontaktovat jeho příbuzné. Kanadští vyšetřovatelé uvádějí, že vězni svědomí často jména a bydliště zatajují, aby neohrozili své rodiny a přátele.
Vězeňský systém ve městě Ta-lien v provincii Liao-ning, podle výzkumu Ethana Gutmanna prodával mrtvá těla těchto bezejmenných vězňů továrnám na zpracování lidských těl, které v Ta-lienu provozoval německý doktor Gunter von Hagens. Zde těla napouštějí polymery a preparují je pro výstavy Bodies: The Exhibition a Body Worlds. Dodávky mrtvých těl měl údajně zajišťovat dnes již na doživotí odsouzený vysoký čínský tajemník komunistické strany Po Si-laj. Gutmann uvádí, že některým vystavovaným tělům chybějí vnitřní orgány, zejména játra. Hagens odmítl poskytnout vzorek DNA z vystavovaých těl, aby mohlo dojít k případné bližší identifikaci těl.

## Evropský parlament

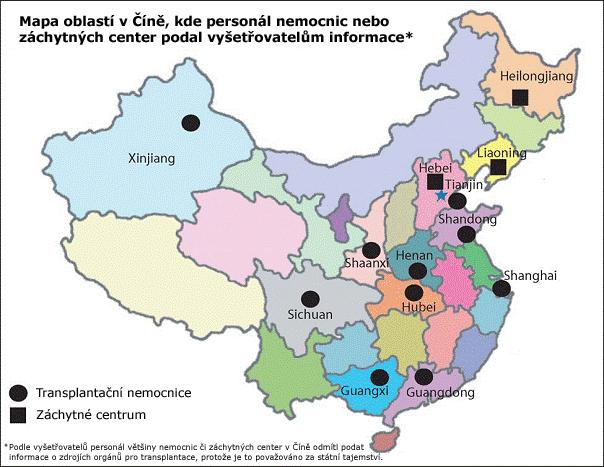
Mapka Číny, která ukazuje, kde personál nemocnic a záchytných zařízení poskytl přiznání telefonním vyšetřovatelům, že používají jako zdroj pro transplantace orgánů, vězně z duchovního hnutí Fa-lun-kung.

28. červenec 2006 – Evropský parlament vyjádřil znepokojení nad zprávami o transplantaci orgánů vězněných praktikujících Fa-lun-kungu a prodeji orgánů nemocnicím. Vyjádřil podporu pro započetí nezávislého vyšetřování a požádal čínskou vládu, aby skoncovala s vězněním a mučením vyznavačů Falun Gongu a okamžitě je propustila.. Téma projednával také 28. dubna 2008.
19. května 2010 – Evropský parlament ve svém usnesení poukazuje na zprávu Davida Matase a Davida Kilgoura nazvanou Krvavá sklizeň (Bloody Harvest) o zabíjení členů hnutí Fa-lun-kung za účelem získání jejich orgánů a žádá Výbor pro životní prostředí, veřejné zdraví a bezpečnost potravin, aby Evropskému parlamentu a Radě předložil zprávu o těchto obviněních a dalších podobných případech. Parlament zdůraznil, že členské státy Evropské unie by měly pod záštitou Interpolu a Europolu zintenzivnit svou spolupráci s cílem účinněji řešit problém nezákonného obchodování s orgány. Parlament také důrazně odmítl chování některých zdravotních pojišťoven, které nabádají pacienty k „transplantační turistice“, a žádá členské státy, aby takové chování pečlivě sledovaly a trestaly.
6. prosince 2012 se konalo slyšení Evropského parlamentu, kde byla diskutována problematika současné Číny: jejího právního řádu, změn v jejím vedení, jejího plnění mezinárodních závazků a směřování k demokracii. Jedním z hlavních témat bylo nucené odebírání orgánů vězňům svědomí v Číně.

12. prosince 2013 – Vydal Evropský parlament usnesení o nedobrovolném odebírání orgánů v Číně, ve kterém "vyjadřuje hluboké znepokojení nad stále se opakujícími a důvěryhodnými zprávami o systematickém, státem schvalovaném nedobrovolném odebírání orgánů vězňům svědomí v Čínské lidové republice, mezi nimiž je i mnoho stoupenců Fa-lun-kung uvězněných za jejich náboženské přesvědčení a také členové dalších náboženských a etnických menšinových skupin." Dále "vyzývá EU a její členské státy, aby na téma nedobrovolného odebírání orgánů v Číně upozornily; doporučuje Unii a jejím členským státům, aby veřejně odsoudily nekalé praktiky týkající se transplantací orgánů v Číně a zvýšily povědomí svých občanů cestujících do Číny o tomto problému; vyzývá k tomu, aby EU praktiky transplantace orgánů v Číně plně a transparentním způsobem prošetřila a aby ti, kteří byli do těchto neetických postupů zapojeni, byli trestně stíháni."
12. září 2016 - Vydal Evropský parlament Písemné prohlášení o zastavení odebírání orgánů vězňům svědomí v Číně.

## OSN

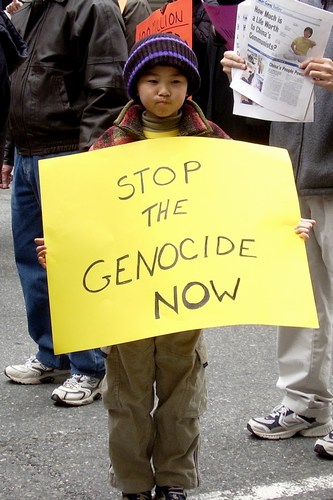
Čínská dívka držící nápis "Zastavte genocidu" na protestní akci v New Yorku, 2007

Ve zprávě Spojených národů z roku 2008 požadovali – paní Asma Jahangirová, zvláštní zpravodajka OSN pro svobodu náboženského vyznání nebo víry, a Manfred Nowak, zvláštní zpravodaj OSN ohledně mučení, aby Čína vysvětlila dramatický nárůst počtu orgánů, používaných pro transplantace od roku 2000 do roku 2005, a poukázali na nesoulad mezi vysokým počtem transplantací a poměrně malým počtem známých dárců orgánů. Kanadští vyšetřovatelé uvádějí 40 000 transplantací z neznámých zdrojů.
21. listopadu 2008 vyzvalo OSN Čínskou vládu, aby provedla nezávislé vyšetřování tvrzení, že byli někteří praktikující Fa-lun-kung mučeni a že jim byly násilně odebrány tělesné orgány, anebo aby pověřila vyšetřováním třetí stranu.
V roce 2008 v reakci na zprávu Spojených národů, v níž Asma Jahangirová, zvláštní zpravodajka OSN pro svobodu náboženského vyznání nebo víry, a Manfred Nowak, zvláštní zpravodaj OSN ohledně mučení, požadovali, aby Čína vysvětlila dramatický nárůst počtu orgánů, používaných pro transplantace od roku 2000 do roku 2005, a poukázali na nesoulad mezi vysokým počtem transplantací a poměrně malým počtem známých dárců orgánů, čínské úřady popřely, že by měly jakékoliv statistiky transplantací orgánů za období 2000-2005 a prohlásily, že data, z nichž zpráva vychází, pocházejí z knihy Krvavá sklizeň od Kilgoura a Matase a nejsou doložená. Možnost nezávislého vyšetřování čínský režim nepřipouští.

## Vznik vyšetřovacích a osvětových skupin

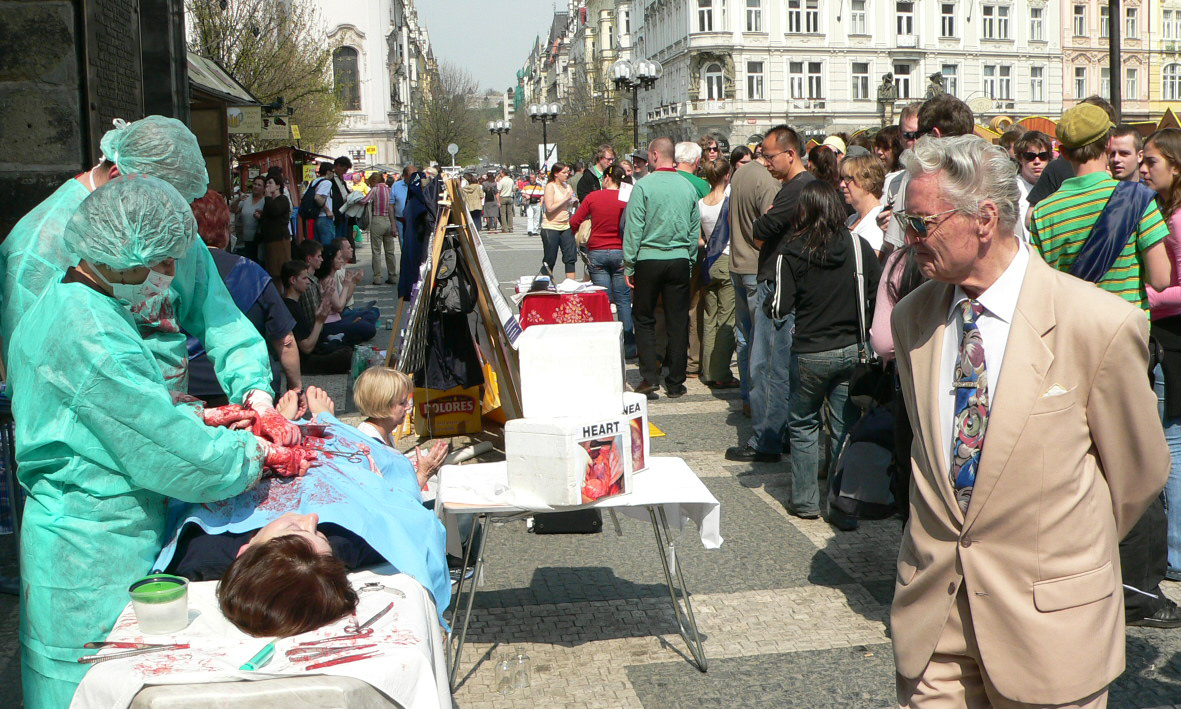
Simulace odebírání orgánů živým praktikujícím Fa-lun-kungu v čínských vězeních, na protestní akci na Staroměstském náměstí v Praze.

V roce 2003 byla v New Yorku založena Světová organizace za prošetřování pronásledování Fa-lun-kungu (WOIPFG) a shromažďuje důkazy zjištěné třetí stanou, přímo či nepřímo potvrzující vzestup transplantačních operací v ČLR a jeho přímé spojení s pronásledováním Fa-lun-kungu čínskou vládou. Také vydává závěry vlastních vyšetřování., které předložila např. vládě Austrálie.
V roce 2006 vznikla Koalice za vyšetření pronásledování Fa-lun-kungu v Číně (CIPFG), která shromažďuje důkazy přímo či nepřímo potvrzující vzestup transplantačních operací v ČLR a jeho přímé spojení s pronásledováním Fa-lun-kungu čínskou vládou[zdroj?], svá zjištění veřejně prezentuje a předkládá vládám a organizacím. V roce 2007, v období před začátkem Olympijských her v Pekingu, organizovala CIPFG Celosvětovou štafetu za lidská práva a vydala 22stránkového průvodce po Číně, který mapuje místa, kde jsou zřízeny pracovní tábory.
Sdružení Doktoři proti násilnému odběru orgánů (DAFOH)bylo založeno v roce 2006 jako sdružení lékařů, které upozorňuje lékařskou komunitu a stejně tak veřejnost na nucené odebírání orgánů v Číně. Jeho cílem je bojovat za jeho ukončení a podporovat etické normy v medicíně. DAFOH upozorňuje na tato fakta převážně prostřednictvím článků a rozhovorů s médii.
Mezinárodní koalice za ukončení odebírání orgánů v Číně (ICEOPC) vznikla jako mezinárodní koalice právníků, lékařů, zdravotnických pracovníků a lidsko-právních advokátů.
V roce 2014 došlo k významnému sloučení všech dosavadních nezávislých skupin vyšetřovatelů do mezinárodní koalice nazvané ETAC, což je zkratka pro úplný název The International Coalition to End Transplant Abuse in China, tedy v překladu Mezinárodní koalice zabývající se zneužíváním transplantací v Číně. Tato skupina čítá několik desítek právníků, akademických pracovníků, etiků, lékařů, výzkumníků a obhájců lidských práv, kteří se zabývají ukončením nucených odběrů orgánů v Číně.

## Filmy o problematice
Human Harvest (Člověk na prodej) – Dokumentární, Kanada (2014), 66 minut, 7 ocenění na filmových festivalech.
Hard To Believe (Těžko uvěřitelné) – Dokumentární, USA-Velká Británie (2015), 56 minut, 13 ocenění na filmových festivalech.
The Bleeding Edge (Krvavé ostří) – Krimi-thriller, Kanada-Čína (2016), 117 minut, 3 ocenění na filmových festivalech.
Harvested Alive – Ten Years of Investigation (Operováni za živa – deset let vyšetřování) – Dokument, USA (2016), 63 minut, 1 ocenění na Hollywood International Independent Documentary Festival za nejlepší dokumentární film a režii.

## Knihy o problematice
Bloody Harvest (Krvavá sklizeň) – David Kilgour a David Matas (2006).
State Organs (Orgány státu) – David Matas a Torsten Trey (2012).
Slaughter (Jatka) – Ethan Gutmann (2014).
Bloody Harvest / The Slaughter An Update (Krvavá sklizeň / Jatka – aktualizace) – David Kilgour, David Matas a Ethan Gutmann (2016)

## Podrobná retrospektiva dílčích událostí

### 2006
20. dubna 2006 – Dr. Wang Wen-ji, patoložka praktikující Fa-lun-kung, která pro list The Epoch Times sleduje a píše o kauze nelegálních transplantací v ČLR, protestovala voláním proti odebírání orgánů při setkání prezidenta Bushe s Chu Ťin-tchaem. Za svůj protest byla zadržena a následně propuštěna washingtonským okresním soudem.

### 2007
V červenci 2007 obdržela Česká transplantační společnost od sdružení DAFOH dopis, který se týká především praktik odběru orgánů v Číně od vězněných politických vězňů z řad příznivců Fa-lun-kungu. Společnost jednoznačně takové praktiky odsoudila a zcela se od nich distancovala.
V roce 2007 Malaisie vydala zákon o boji proti obchodování s lidmi, který definuje vykořisťování, které zahrnuje odstranění lidských orgánů. Zákony zakazují, zda jednání představující trestný čin probíhalo uvnitř nebo vně, pokud je obchodování s lidmi v Malajsii nebo Malajsii přijímající zemí. Také jakýkoli trestný čin spáchaný občanem nebo trvalým pobytem v Malajsii mimo Malajsii může být řešen, jako by byl spáchán v Malajsii.

### 2008
22. srpna 2008 – V dokumentu televize Phoenix připustil doktor Lu Kuo-pching z nemocnice Min-cu v autonomní oblasti Kuang-si, že obdržel telefonát, který uvádějí kanadští vyšetřovatelé David Kilgour a David Matas ve své vyšetřovací zprávě, a rovněž uvedl, že volajícího odkázal na nemocnici v Kuang-čou. Na nahrávce, kterou pořídili z telefonátu vyšetřovatelé, uvádí, že jeho nemocnice orgány od stoupenců Fa-lun-kungu odebírala. V dokumentu televize Phoenix ovšem popírá, že by něco takového připustil. Vyšetřovatelé Kilgour a Matas následně prohlásili, že mají nahrávku s doznáním lékaře, že on a jeho kolegové chodívali do věznic vybírat následovníky Fa-lun-kungu na nucené odběry orgánů. Neříká, že to dělal někdo jiný. Říká, že to dělal on sám a jeho kolegové. Podle nich se navíc lékař veřejně doznal, že hlas na druhém konci telefonu je skutečně jeho.
24. listopadu 2008 – O potvrzení probíhajících obchodů s orgány se zasadil také reportér Weekly Standard Ethan Gutmann, který byl v Číně přítomen v roce 1999, kdy začalo pronásledování Fa-lun-kungu čínskou vládou. Gutmann se dotazoval vězňů, kteří opustili čínská vězení, jak ve vězeních probíhají lékařské prohlídky. Podle výpovědí byly u některých zdravých jedinců, a zejména u praktikujících Fa-lun-kungu, jejichž fyzická kondice byla podle vězeňských doktorů nejlepší, prováděny zevrubné lékařské prohlídky, jež se svým postupem shodují s těmi, které se dělají u dárců orgánů před transplantací. Podle Gutmanna u jiných vězňů takové prohlídky prováděny nebyly.

### 2011
16. října 2011 ministr zdravotnictví Malajsie oznámil, že od 1. ledna 2012 žádný malajský občan, který cestuje do zahraničí pro transplantaci orgánů poskytovaných na komerční bázi, nedostane dodávku Imunosupresivních léků ze státních nemocnic. Ti, kteří potřebují zákrok v zahraničí, musí věc konzultovat s ministerstvem zdravotnictví, aby získali souhlas vlády.

### 2012
23. března 2012 zveřejnil Český rozhlas zprávu, že čínský režim chce do pěti let zrušit dosavadní praxi odebírání orgánů popraveným vězňům, o níž čínský náměstek ministra zdravotnictví Huang Jiefu podle deníku Legal Daily veřejně přiznal, že je v ČLR hlavním zdrojem pro orgánové transplantace. Zpravodaj Českého rozhlasu Robert Mikoláš: "Čínské úřady sice vždy tvrdily a tvrdí, že orgány získávají dobrovolně od osob odsouzených k trestu smrti, to už ale v mnoha případech jejich příbuzní vyvrátili. Stejně tak podle Mikoláše obviňují komunistickou vládu v Pekingu členové duchovního hnutí Fa-lun-kung, podle kterého jsou orgány jejich praktikantům právě odebírány násilně. Často to demonstrativně předvádějí i v Hongkongu přímo na ulicích, kde tak chtějí upozornit na to, co se skutečně za vězeňskými zdmi v ČLR děje.
11. září 2012 – Panel odborníků a svědků jednal v Kongresu USA. Závěrem panelu bylo společné vyjádření účastníků, že čínský režim mohl, podle nepřímých důkazů, zavraždit desítky tisíc politických vězňů pro jejich orgány. Orgány a těla vězňů mají být podle vyšetřovatelů a svědků používány pro komerční účely a orgánové transplantace. Účastník panelu Dr. Damon Noto uvedl, že podle vyšetřování jsou zneužíváni především tito političtí vězni: praktikující Fa-lun-kungu, Tibeťané, Ujguři a podzemní křesťané. Publicista Ethan Gutmann, který provádí svá vlastní vyšetřování, uvedl, že mnozí z příznivců Fa-lun-kungu, se kterými dělal rozhovory, procházeli ve vězení lékařskými prohlídkami, které měly zjistit kvalitu jejich orgánů, jako jsou ledviny nebo oční rohovky. Guttman odhaduje, že mezi lety 2000 a 2008 bylo pro lidské orgány zavražděno 65 tisíc praktikujících Fa-lun-kungu.

18. září 2012 – Americký kongresman Christopher H. Smith, republikán z New Jersey a předseda Výkonné čínské komise Amerického kongresu (AK) a podvýboru pro Afriku, globální zdraví a lidská práva v rámci Výboru zahraničních věcí Amerického kongresu, zveřejnil článek v listu The Washington Times, ve kterém zmiňuje nejzásadnější body obvinění čínské vlády z řízení nelegálních obchodů s lidskými orgány politických vězňů z řad příznivců Fa-lun-kungu.
Začátkem října 2012 začal v americkém kongresu kolovat dopis pro ministryni zahraničních věcí Hillary Rodham Clintonovou, který nakonec podepsalo 106 členů kongresu USA. V dopise požadují odhalení jakýchkoliv informací souvisejících s případem nelegálních transplantací v čínských vojenských nemocnicích. Sepsání dopisu iniciovali kongresmani Robert Andrews a Chris Smith. Dopis s názvem „Drazí kolegové“ vyjadřuje znepokojení členů kongresu nad zvětšujícím se počtem důkazů o provozování státem řízené praxe nelegálních transplantací v čínských vojenských nemocnicích. Kongresmani ve zprávě zmiňují případ Wang Li-tüna, čínského místostarosty metropole Čchung-čching, který zastával také post místního policejního ředitele a v únoru 2012 uprchl na americký konzulát ve městě Čcheng-tu. Kongresmani mají informace, že Wang byl sám do těchto praktik zapojen a také poskytl zaměstnancům amerického velvyslanectví dokumenty, které dokazují, že se na obchodování s lidskými orgány podílel i jeho nadřízený tajemník Po Si-laj.
2. prosince 2012 byla na webové stránce Bílého domu v USA založena petice k tématu loupeží orgánů příznivcům Fa-lun-kungu v Číně. Petice obsahuje žádost adresovanou vládě USA, aby vyšetřila a odsoudila tyto případy hrubého porušování lidských práv. Pokud se na petici do 1. ledna 2013 shromáždí 25 000 podpisů, znamená to, že se s peticí bude oficiálně zabývat Bílý dům. Podle zpráv čínského vydání The Epoch Times tuto petici založili profesor Arthur L. Caplan z oddělení bioetiky na newyorské univerzitě, kalifornský neurolog Alejandro Centurion a profesor Sü Ťien-čchao z Ja-le School of Medicine. Počet podpisů na petici nakonec překročil množství požadovaných podpisů a žádost byla posunuta na program Bílého domu. Bílý dům na petici odpověděl až v lednu 2015.

### 2013
10. prosince 2013 – U příležitosti mezinárodního dne lidských práv předala delegace sdružení doktorů Doctors Against Forced Organ Harvesting (DAFOH) petici adresovanou Spojeným národům, komisaři pro lidská práva a petice. Petici podepsalo téměř 1.5 milionu lidí z 53 zemí světa včetně České republiky. Dokument vyzývá k okamžitému ukončení násilného odběru orgánů stoupencům Fa-lun-kungu v Číně, k započetí řádného prošetření případů podezřelých transplantací v Číně, které povede k odsouzení viníků, a k okamžitému ukončení represí proti Fa-lun-kung, které jsou kořenem celé kauzy nelegálních odběrů orgánů z těl politických vězňů. Petici iniciovalo začátkem července 2012 sdružení DAFOH. Taipei Times uvádějí, že petici podepsalo 230 000 Tchajwanců.

### 2014
V červenci 2014 vydal kongres USA rezoluci H.Res.281 vyzývající Čínu k ukončení praxe odebírání orgánů vězňům, a to zejména vězněným následovníkům Fa-lun-kung, vězňům svědomí a členům jiných náboženských a etnických menšin.

### 2015
12. června 2015 tchajwanský parlament schválil dodatky k zákonu týkajícímu se orgánových transplantací, které mají efekt kriminalizování transplantací orgánů získávaných od vězňů popravených v Číně. Pacienti, kteří vycestují do zahraničí za účelem transplantace orgánu, který byl získán nelegálními prostředky, mohou být odsouzeni k pěti letům vězení a čelit pokutě od 300 tisíc do 15 milionů tchajwanských dolarů (240 tisíc až 12 milionů Kč). Nové dodatky přesouvají zodpovědnost také na lékaře a nemocnice. Doktoři musejí vyplnit zprávu, pro každého pacienta, který v zahraničí obdrží transplantovaný orgán a následně na Tchaj-wanu podstupuje dodatečnou léčbu spojenou s transplantací. Doktorům a nemocím hrozí za nevyplnění zprávy pokuta 150 tisíc $NT (120 tisíc Kč). Rovněž zákon upravuje tresty za uvedení falešných informací v požadované zprávě.
V roce 2015 zveřejnila nevládní organizace Freedom House zprávu o vývoji pronásledování duchovního hnutí Fa-lun-kung. Ve zprávě uvádí odhad nákladů na provozování poboček Úřadu 610, který byl zřízen za účelem pronásledování likvidace duchovního hnutí. Podle Freedom House čítají roční náklady 135 milionů USD. Dále také uvádí, že podle jejich vyšetřování "od začátku roku 2000 byly věznění následovníci Fa-lun-kungu ve velkém měřítku zabíjeni pro jejich orgány".

### 2016
V červnu 2016 vydala Sněmovna reprezentantů USA rezoluci H.Res.343, která "Vyjadřuje znepokojení nad přetrvávajícími a důvěryhodnými zprávami o systematickém státem podporovaném nedobrovolném odebírání orgánů vězňům svědomí z Čínské lidové republiky, včetně velkého počtu praktikujících Fa-lun-kungu a členů jiných náboženských a etnických minoritních skupin.
V červnu 2016 bylo v Evropském parlamentu předloženo písemné prohlášení, které vyzývá k nezávislému vyšetřování, podniknutí kroků k ukončení ilegálních a neetických praktik transplantační chirurgie prováděných v Číně. Prohlášení bylo podepsáno potřebnou nadpoloviční většinou poslanců a vstoupilo v oficiální platnost 27.7.2016. Prohlášení doplňuje rezoluci Evropského parlamentu schválenou v roce 2013.
22. června 2016 byla zveřejněna nová vyšetřovací zpráva Bloody Harvest / The Slaughter An Update. Jejími autory jsou bývalý kanadský ministr zahraničí David Kilgour, právník David Matas a investigativní novinář Ethan Gutmann.
Srpen 2016 – plánovaný summit Světové transplantační společnosti v Hongkongu se setkal se silným odporem ze strany některých transplantologů, vyšetřovatelů a aktivistů za lidská práva. Podle nich Čína stále využívá orgány vězňů pro transplantace, zatímco prohlašuje, že s touto praxí skončila. Prezident Transplantační společnosti Dr. Philip J. O’Connell vyvrátil tvrzení Číny, že světové transplantační společenství uznává reformu čínského transplantačního systému a akceptuje čínský systém. V srpnu 2016 proběhly před summitem Světové transplantační společnosti v Hngkongu protesty proti zneužívání transplantační chirurgie v Číně. Na místě protestu se kromě následovníků Fa-lun-kungu objevili také zástupci čínského režimu a režimem řízená Anti-Cult Association, kteří naopak všechny obvinění popírali.
10. října 2016 podepsalo 41 členů Britského parlamentu výzvu Early day motion 502, která ve světle nové vyšetřovací zprávy Bloody Harvest / The Slaughter An Update a vyjádření Sněmovny reprezentantů USA a Evropského parlamentu, naléhá na britskou vládu, aby odsoudila odebírání orgánů vězňům svědomí v Číně a naléhá na OSN, aby započala s vyšetřováním a zjistila zda tyto praxe svým rozsahem nedosahuje zločinů proti lidskosti. Dále požaduje shromáždění statistik britských občanů, kteří odcestovali do ČLR za účelem transplantace. Požaduje zamezení orgánové turistiky do ČLR. Požaduje také zamezení vstupu na britské území: zprostředkovatelům transplantací, lékařskému personálu nebo úředníkům, kteří jsou do transplantací zapojeni. A konečně vyzývá vládu, aby neprodleně zvážila další opatření, která by Čínu přinutila nést zodpovědnost za tuto praxi a požadovala její ukončení.
22. listopadu 2016 schválil Italský parlament zákon, který má potrestat každého, kdo neoprávněně obchoduje, prodává, kupuje nebo jakýmkoliv způsobem a z jakéhokoliv důvodu, dováží a nebo prodává orgány nebo části orgánů od žijících osob, odnětím svobody od 3 do 12 let a pokutou od 50 000 do 300 000 EURo. Je-li trestný čin spáchán osobou, která vykonává zdravotnické povolání, bude odsouzena k trvalému zákazu výkonu povolání.

### 2017
Únor 2017 – V dopise Papežské akademii věd v Římě, kde v únoru 2017 proběhl dvoutýdenní summit věnovaný obchodování s lidmi a transplantační turistice, zaslalo 11 etiků otevřený dopis organizátorům akce v němž mimo jiné zmiňují: "Naším znepokojením je odebírání orgánů a obchod s orgány popravených vězňů v Číně". Mezi signatáři dopisu jsou například Wendy Rogers z Macquarie University Austrálii; Arthur Caplan z lékařského centra Langone při New York University; David Matas a David Kilgour, kanadští právníci a autoři vyšetřovací zprávy Krvavá sklizeň; Enver Tohti, bývalý chirurg západo-čínské nemocnice v Urumči a další. Ve svém dopise se také etikové argumentovali, že neexistují žádné důkazy o tom, že Čína ukončila praxi přijímání orgánů z popravených vězňů, která podle nich zahrnuje vězně svědomí (což zahrnuje následovníky Fa-lun-kungu).

### 2018
21. července 2018 se konal seminář v Poslanecké sněmovně PČR k petici "Za ukončení genocidy praktikujících Fa-lun-kung páchané čínským režimem".

#### Veřejné slyšení v Senátu PČR
19. listopadu se v Zaháňském salónku Valdštejnského paláce konalo veřejné slyšení senátního Výboru pro vzdělávání, vědu, kulturu, lidská práva a petice ohledně petice, kterou podpořilo více než 38 tisíc osob s názvem „Za ukončení genocidy praktikujících Fa-lun-kungu páchané čínským režimem“.
Slyšení zahájil a moderoval senátor Václav Chaloupek, člen výboru. V úvodu byli přítomní seznámeni se záměrem petice a odůvodněním jejího předložení. Se svými příspěvky a stanovisky vystoupili zástupci Ministerstva zahraničních věcí, Českého helsinského výboru , Aca Media, Sinopsis a řada dalších hostů. Přítomní si vyslechli výpověď paní Liu Yumei z provincie Liao-ning v Číně i prohlášení Amnesty International a zprávu nevládní organizace WOIPFG.
Slyšení se zúčastnili také náměstek ministra zahraničí Lukáš Kaucký (ČSSD), poslanci Olga Richterová, František Kopřiva a Mikuláš Peksa (Piráti), senátor Marek Hilšer, bývalý ministr kultury Daniel Herman (KDU-ČSL), předsedkyně Českého helsinského výboru Lucie Rybová, bývalá zmocněnkyně pro lidská práva Monika Šimůnková, zakladatel festivalu Mene Tekel Jan Řeřicha, za projekt Sinopsis.cz bývalá zpravodajka českého rozhlasu v Číně Kateřina Procházková a sinoložka Anna Zádrapová.

#### Další události
19. listopadu se setkali členové Pirátské strany s expertem na Čínu, spoluautorem vyšetřovacích zpráv a členem mezinárodního sdružení ETAC panem Ethanem Gutmannem.
Prosinec 2018 - kanadský parlament je v procesu schvalování novely transplantačního zákona. Zákon již schválil senát a 11. prosince prošel druhým čtením v poslanecké sněmovně. Podle kanadského poslance Garnetta Genuise má zákon účinkovat zejména na případy transplantační turistiky do Číny. 
V roce 2018 byl ve Velké Británii sestaven nezávislý tribunál sestávající ze sedmi expertů, jejichž úkolem je provést vůbec první nezávislou analýzu o násilném odběrů orgánů v Číně. Panel expertů vede sir Geoffrey Nice, QC, jenž vedl v minulosti žalobu proti bývalému jugoslávskému prezidentovi Slobodanu Miloševičovi v rámci Mezinárodního soudního tribunálu. V souvislosti s obviněním ze státem podporovaného násilného odebírání orgánů pronásledovaným skupinám v Číně, vypovídalo před tribunálem několik desítek svědků, vědců, zdravotních profesionálů, novinářů a přeživších vězňů, včetně stoupenců duchovní praxe Falun Gong a Ujgurů.

### 2019
20. března 2019 vydal Senát Parlamentu České republiky rezoluci odsuzující násilné represe čínského režimu vedené proti duchovnímu hnutí Falun Gong v Číně.. Na jednání o rezoluci několik senátorů zmínilo otázku odebírání orgánů následovníkům Falun Gongu. Konkrétně senátoři Václav Hampl, Pavel Fischer, Marek Hilšer. 
Václav Hampl: „Pokud jde o příznivce, o vyznavače hnutí Falun Gong, trvalo to bohužel hodně dlouho… Trvalo hodně dlouho, než se podařilo získat do té míry přesvědčivé údaje, přesvědčivé informace, že dnes už nemáme pochyby o tom, že byli a jsou příznivci tohoto hnutí v Číně, a možná další skupiny obyvatel, zneužíváni (k transplantacím), a to dokonce velmi hromadně.“ 
Pavel Fischer: „Za zdmi koncentračních táborů (v Číně) vlastně neexistuje právo. Člověk se tam stává nositelem orgánů. Orgány jsou odebírány zdravým živým lidem, a to proto, aby se v největší kvalitě předávaly dál. Není náhodou, že tyto lágry jsou velmi blízko nemocnicím, aby vlastně nedocházelo k znehodnocení biologického materiálu. Tahle nelidská mašinérie dnes způsobuje, že se v podstatě v Číně na transplantaci orgánů téměř nečeká. Provádějí se mnohem rychleji, než kdekoliv jinde na světě. Tělo takového dárce se potom vyhlásí za mrtvé. A kdyby se neměl orgán úspěšně uchytit, v podstatě se nabízí klientům během záruční doby do týdne další operace. Počet odběrů dosahuje skutečně nepředstavitelných čísel. V roce 2016 mělo jít o desítky tisíc. Některé odhady seriózních autorů mluví až o stovce tisíc odběrů. Na transplantace se tam jezdí z celého světa. A členové hnutí Falun Gong jsou vyhledáváni. Protože mají zdravý životní styl a fyzicky jsou aktivní. Samotný režim považuje hnutí Falun Gong za hrozbu, jak uvedla analytička Human Rights Watch pro Čínu paní Weijun Wang. Členové hnutí jsou systematicky mučeni, vězněni a bez procesu zabíjení...“ 